# WISE 1639-6847
WISE 1639-6847 (= WISE J163940.83-684738.6) is een bruine dwerg met een J-magnitude van +20,57 in het sterrenbeeld Zuiderdriehoek met een spectraalklasse van Y0.5. De ster bevindt zich 16,1 lichtjaar van de zon.